# Amund B. Larsen
Amund Bredesen Larsen (15. december 1849 i Grue præstegæld i Solør - 27. april 1928 i Bærum) var en norsk dialektforsker.
Larsen blev student 1866, cand. mag. 1878, adjunkt i Arendal 1883, tog doktorgraden 1895 på sin afhandling om Lydlæren i den solørske Dialekt især i dens Forhold til Oldsproget (1894), den første på moderne fonetisk videnskab byggede beskrivelse af et norsk bygdemål. Han var en udmærket kender af de norske dialekter; hans vigtigste skrifter er Oversigt over de trondhjemske dialekters slægtskabsforhold (1886), Oversigt over de norske bygdemål (1898), Kristiania bymål. Vulgærsproget med henblik paa den utvungne dagligtale« (1907), Bergens bymål (sammen med Gerhard Stoltz, 1911—12), Om Sognemålene (1923) og Nedenes Amt af Norske Gaardnavne (1905 ff.), foruden mindre afhandlinger i Trondhjem og Kristiania Videnskabsselskabers skrifter. Til hans 75 års dag 1924 udkom et festskrift.